# Michael Powell
Pour les articles homonymes, voir Powell.
Michael Powell est un réalisateur britannique, né le 30 septembre 1905 à Bekesbourne (Kent) et mort le 19 février 1990 à Avening (Gloucestershire).
Avec Emeric Pressburger il réalise plusieurs classiques du 7e art : Colonel Blimp, Une question de vie ou de mort, Le Narcisse noir, Les Chaussons rouges, Les Contes d'Hoffmann. Seul, il réalise un autre classique : Le Voyeur.

## Biographie

### Jeunesse

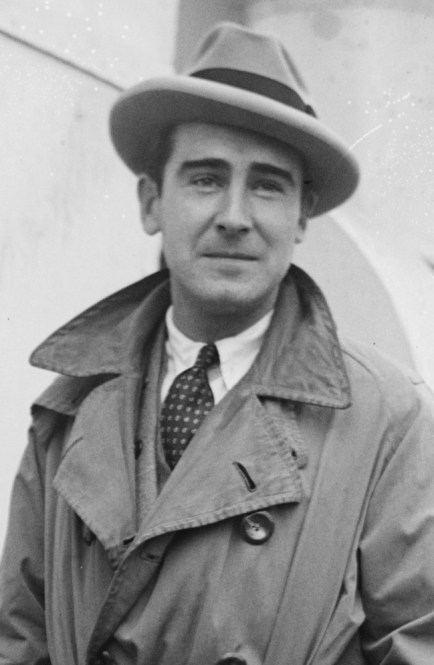
Rex Ingram, mentor de Michael Powell

Michael Powell naît en Angleterre à Bekesbourne, ville située près de Canterbury, dans le Kent. Son père est cultivateur. Après sa scolarité à la King's School de Canterbury puis au Dulwich College, Powell commence en 1922 à travailler dans une banque. Grâce à son père, propriétaire d'un hôtel sur la Riviera de Nice, il est introduit auprès de Rex Ingram, réalisateur américain d'origine irlandaise, en tournage sur la Côte dans les studios de la Victorine. Ingram l'engage pour jouer la comédie et comme assistant directeur. Powell apparaît brièvement dans Le Magicien (1926), puis dans une série de films itinérants, les Riviera Revels, et plusieurs comédies loufoques qui l'occupent pendant trois ans. Cette expérience lui est profitable. Il met à profit sa présence sur les plateaux pour observer la fabrication des films et se former aux techniques de production, à la mise en scène, au cadrage et à la direction d'acteurs.

### Premiers films
De retour en Angleterre en 1928, il est engagé par Hitchcock sur Champagne en tant que photographe de plateau. Hitchcock, qui déteste les photographes, est séduit par le jeune homme et l'engage pour son prochain film, Blackmail, tourné l'année d'après, et qui est aussi son premier parlant. Powell collabore en tant qu'assistant. Le film est célèbre pour sa poursuite de fin dans la salle de lecture et sur le dôme du British Museum. C'est Powell qui a suggéré cette idée au maître du suspens, lors de la réécriture du scénario.
Il tourne ensuite, à la demande du producteur américain Jerry Jackson, une série de « quotas quickies », ces petits films des années 1930, d'une durée avoisinant une heure, tournés à la va-vite pour précéder la projection des films américains dans les salles de cinéma britanniques. Jusqu'en 1937 il en tourne en moyenne cinq par an et développe ainsi son habileté derrière la caméra. Il réalise en tout 23 films entre 1931 et 1936, dont les plus notables sont Red Ensign (1934) et Phantom Light (1935).
Il réalise en 1937 son premier long-métrage, À l'angle du monde (The Edge of the World), dans les îles Shetland : la critique le compare alors à Flaherty.

### Rencontre avec Emeric Pressburger

Logo des Archers, ouvrant les films de Powell et Pressburger.

En 1939, Powell est engagé par Alexander Korda pour mettre en scène et réaliser L'Espion en noir (The Spy in Black) avec Conrad Veidt. Le scénariste est Emeric Pressburger, avec lequel il va collaborer pendant plus de quinze ans. Alexander Korda, tycoon des studios anglais, lui confie la coréalisation du Voleur de Bagdad (1940), remake de l'œuvre tournée par Raoul Walsh en 1924. Le film, commencé dans les studios anglais, est terminé à Hollywood et primé pour les meilleurs effets spéciaux. À la demande du gouvernement britannique, Powell réalise 49e Parallèle (1941), une œuvre de propagande pour encourager l'entrée en guerre des États-Unis. À l'issue du film il crée en 1943 avec Pressburger la compagnie indépendante « The Archers Films Production ».

### Les Archers

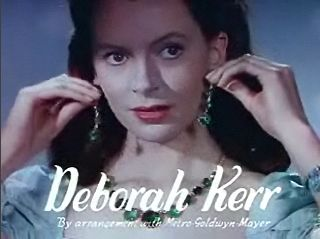
Deborah Kerr dans Le Narcisse noir.

Powell et Pressburger joignent leurs efforts sur une quinzaine de projets communs, dont plusieurs sont aujourd'hui considérés comme des classiques du 7e art : Colonel Blimp, A Canterbury Tale, Je sais où je vais, Une question de vie ou de mort, Le Narcisse noir, Les Chaussons rouges, Les Contes d'Hoffmann. Après deux films dans lesquels leurs noms apparaissent sous crédits séparés, ils scellent leur partenariat dans Un de nos avions n'est pas rentré qui porte la mention « Écrit, produit et dirigé par Michael Powell et Emeric Pressburger » sans préciser qui fait quoi. En réalité Powell s'occupe bien souvent seul de la réalisation tandis que Pressburger met au point le scénario.

### Le Voyeur

#### Genèse duVoyeur

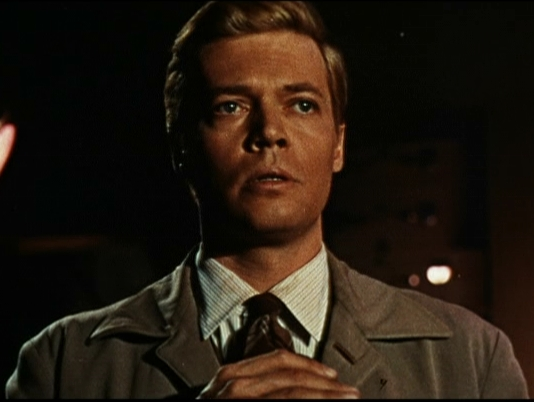
Karlheinz Böhm dans Le Voyeur.

La légende veut que Leo Marks se soit présenté un matin au domicile de Powell. Il lui aurait proposé l’idée suivante : « Que diriez-vous de réaliser un film sur un jeune homme qui tue des femmes avec sa caméra ? ». En réalité Michael Powell et Leo Marks se connaissent depuis quelques années, Marks étant lié à divers projets dont Powell avait eu connaissance. À cette époque Marks s’intéresse à la psychologie et Powell envisage de réaliser un film sur Freud, en particulier sur ses travaux. Ils mettent au point un projet ensemble mais au même moment John Huston annonce qu’il réalise un film sur l’inventeur de la psychanalyse. Leo Marks propose alors à Powell une idée à laquelle il songe depuis longtemps : celle « d’un homme obsédé, non pas tant par la caméra que par l’objectif de la caméra, qui vit sa vie à travers l’objectif d’une caméra, qui est même sexuellement obsédé par l’objectif d’une caméra. » Powell y décèle un potentiel extraordinaire et engage Marks pour écrire l’histoire puis le scénario. Il envisage dans un premier temps de prendre Laurence Harvey pour tenir le rôle du Voyeur, et même Dirk Bogarde (lequel refuse) mais finalement c’est Karlheinz Böhm, connu en Europe pour son rôle dans Sissi, qui est choisi. Powell tient lui-même un rôle dans le film, celui du père du Voyeur, un psychanalyste aux tendances sadiques obsédé par les mécanismes de la peur. On le voit réaliser des films amateurs en noir et blanc et filmer en permanence les émotions de son jeune fils, lequel lui sert de cobaye. Le propre fils de Powell joue le rôle de Karlheinz Böhm enfant. Moira Shearer, la ballerine des Chaussons rouges et des Contes d’Hoffmann, joue l’une des victimes du tueur, de même que Anna Massey, qui jouera ensuite dans Frenzy d’Hitchcock. Le résultat est un film d’épouvante moderne. À Londres il est programmé pour sortir sur les écrans au même moment que Psychose, avec lequel il entretient des rapports thématiques. Si le film de Hitchcock recueille les suffrages du public et de la critique, le film de Powell, très éloigné de ses œuvres antérieures, déconcerte.

#### Réception de la critique
Le film achevé est montré avant sa sortie aux critiques, qui le démolissent sans exception. La réception est tellement désastreuse (il est qualifié à l’unanimité de « malsain » et de « répugnant ») que les producteurs, effrayés, suspendent sa sortie avant de le revendre aux exploitants du circuit porno et semi-clandestin de l’époque. Le film est auréolé d’une réputation si exécrable qu’il n’est pratiquement pas projeté, et devient rapidement invisible. Powell, lynché par la critique, voit sa carrière ruinée avec l’ensemble des distributeurs et exploitants.
Le film trouve pourtant un écho auprès de la jeune génération américaine, notamment de Martin Scorsese, et en France auprès de Bertrand Tavernier. Ces deux cinéastes contribuent par la suite à faire redécouvrir son œuvre.

### Vie privée

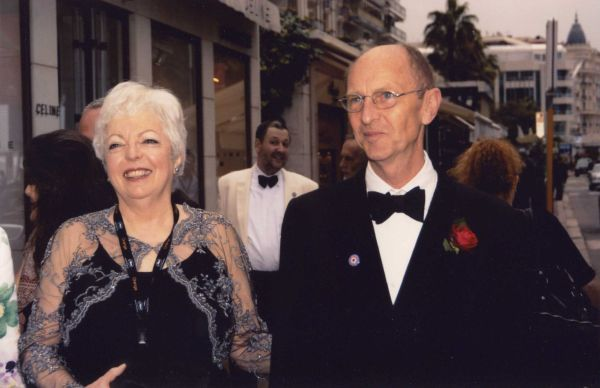
Thelma Schoonmaker, en 2009, en compagnie de Columba Powell, de celui qui a été son mari de 1984 à 1990.

Michael Powell s'est marié trois fois. Sa première épouse est Gloria Mary Rouger, une danseuse américaine. Leur mariage, célébré en 1927, dure seulement trois semaines.

Il se marie ensuite avec Frances May Reidy en 1943. Ce mariage dure jusqu'à la mort de cette dernière en 1983. Deux enfants naissent de cette union : Kevin Michael Powell en 1945 et Columba Jerome Reidy Powell en 1951.

En 1984, Powell épouse Thelma Schoonmaker, monteuse notamment des films de Scorsese, qui la lui avait présentée. Ils restent mariés jusqu'à la mort du cinéaste en 1990.
Powell a eu également des histoires d'amour avec plusieurs actrices durant les années 1940, notamment Deborah Kerr et Kathleen Byron, lesquelles ont tourné dans Le Narcisse noir. Il a également vécu quelques années avec l'actrice Pamela Brown jusqu'à la mort de celle-ci en 1975.

## Filmographie

### Quotas quickies
- 1931 : Two Crowded Hours ; My Friend the King ; Rynox ; The Rasp ; The Star Reporter
- 1932 : Hotel Splendide ; Born Lucky ; C.O.D. ; His Lordship
- 1934 : The Fire Raisers, Red Ensign ; Something Always Happens ; The Girl in the Crowd
- 1935 : Some Day ; Lazybones ; Her Last Affaire ; The Price of a Song ; The Love Test ; The Phantom Light
- 1936 : The Brown Wallet ; Crown v. Stevens ; The Man behind the Mask

### Longs métrages
- 1937 : À l'angle du monde (The Edge of the World)
- 1939 : L'Espion noir (The Spy in Black)
- 1939 : Le lion a des ailes (The Lion Has Wings), coréalisation
- 1940 : Le Voleur de Bagdad (The Thief of Bagdad) coréalisation
- 1940 : Espionne à bord (Contraband)
- 1941 : 49e Parallèle (49th Parallel)
- 1942 : Un de nos avions n'est pas rentré (One of Our Aircraft Is Missing)
- 1943 : The Volunteer
- 1943 : Colonel Blimp (The Life and Death of Colonel Blimp)
- 1944 : A Canterbury Tale
- 1945 : Je sais où je vais (I Know Where I'm Going)
- 1946 : Une question de vie ou de mort (A Matter of Life and Death)
- 1947 : Le Narcisse noir (Black Narcissus)
- 1948 : Les Chaussons rouges (The Red Shoes)
- 1948 : The Small Back Room
- 1950 : La Renarde (Gone to Earth)
- 1950 : Le Chevalier de Londres (The Elusive Pimpernel)
- 1951 : Les Contes d'Hoffmann (The Tales of Hoffmann)
- 1955 : Oh ! Rosalinda ! (Oh... Rosalinda!!)
- 1956 : La Bataille du Rio de la Plata (The Battle of the River Plata)
- 1956 : Intelligence Service (Ill Met by Moonlight)
- 1959 : Lune de miel (Luna de Miel)
- 1960 : Le Voyeur (Peeping Tom)
- 1961 : The Queen's Guards
- 1964 : Le Château de Barbe-Bleue (Herzog Blaubart Burg)
- 1966 : La Conquête du bout du monde (They're a Weird Mob)
- 1969 : Age of Consent
- 1972 : The Boy Who Turned Yellow

### Téléfilm
- 1978 : Return to the Edge of the World

## Distinctions

### Récompenses
- Bodil 1948: Meilleur film européen pour Une question de vie ou de mort
- Festival de Berlin 1951 : Ours d'argent pour Les Contes d'Hoffmann
- Université d'East Anglia 1978 : Diplôme en Doctorat Lettres
- Université de Kent : Diplôme en Doctorat Lettres
- Baftas 1981 : Nommé membre de l'Académie
- Mostra de Venise 1982 : Lion d'or pour l'ensemble de son œuvre
- British Film Institute 1983 : Nommé membre du BFI
- Royal College of Art 1987 : Diplôme de Doctorat
- Festival du film de San Francisco 1987 : Prix Akira Kurosawa

### Nominations
- Mostra de Venise 1937 : sélection officielle en compétition pour À l'angle du monde
- Oscars du cinéma 1943 : Oscar du meilleur film pour 49e Parallèle
- Oscars du cinéma 1943 : Oscar du meilleur scénario original pour Un de nos avions n'est pas rentré
- Mostra de Venise 1948 : sélection officielle en compétition Les Chaussons rouges
- Oscars du cinéma 1949 : Oscar du meilleur film pour Les Chaussons rouges
- Mostra de Venise 1949 : sélection officielle en compétition pour Le Chevalier de Londres
- Mostra de Venise 1950 : sélection officielle en compétition pour La Renarde
- Festival de Cannes 1951 : sélection officielle en compétition pour Les Contes d'Hoffmann
- Baftas 1957 : Bafta du meilleur film, Bafta du meilleur film britannique, Bafta du meilleur scénario pour La Bataille du Rio de la Plata
- Festival de Cannes 1959 : sélection officielle en compétition pour Lune de miel

## Témoignage
« Les films de Michael Powell entre 1937 et 1951 témoignent d'une originalité, d'une liberté de ton stupéfiante. Profondément enracinés dans une culture nationale, ils font en même temps preuve d'une curiosité et d'une largeur de vue quasi uniques. »

— Bertrand Tavernier

## Autobiographie
- Une vie dans le cinéma : autobiographie, traduit de l'anglais par Jean-Pierre Coursodon, préface de Bertrand Tavernier, Institut Lumière / Actes Sud, 1997  (ISBN 274271040X)
- Million-dollar Movie : autobiographie, tome 2, traduit de l'anglais par Jean-Pierre Coursodon, introduction de Martin Scorsese, Actes Sud, 2000,  (ISBN 2742729186 et 9782742729180)